# Тинмей, Дозур-оол Лайзапович
Дозур-оол Лайзапович Тинмей (10 марта 1939 — 14 июля 2014) — известный партийный и государственный деятель, учёный, педагог и публицист, бывший мэр г. Кызыла, Почётный гражданин города, профессор Тувинского Государственного университета, кандидат экономических наук, член-корреспондент Международной Академии инвестиций и экономики строительства, член Вольного экономического общества России, член Союза журналистов Российской Федерации, Союза писателей Тувы.

## Биография
Тинмей Дозур-оол Лайзапович родился 10 марта 1939 г. в Пий-Хемском районе Тувинской народной Республики. Хадынской средней школе, где он получил начальное образование, в апреле 2009 года присвоено его имя. Д. Л. Тинмей в 1961 году окончил Московский институт народного хозяйства им. Г. В. Плеханова. В 1977 г. окончив аспирантуру Академии общественных наук СССР, защитил кандидатскую диссертацию по экономике "Формирование и рациональное использование трудовых ресурсов региона (на примере Восточной Сибири)". В 1961-1965 гг. работал преподавателем политэкономии в Кызылском госпединституте. затем секретарем Тувинского обкома комсомола (ОК ВЛКСМ), заместителем Председателя Госплана Тувинской АССР, первым секретарем Каа-Хемского райкома КПСС, зав.отделом Тувинского обкома КПСС, секретарем Тувинского рескома КПРФ, мэром г. Кызыла, секретарем Верховного Хурала РТ, первым заместителем начальника Госналогинспекции РТ, руководителем Госналогинспекции г. Кызыла, директором Кызылского техникума экономики и права (КТЭиП), директором Тувинского филиала СИБУПК.

## Деятельность
Стаж педагогической работы Д.Л. Тинмея 52 года, из них педагогической работы в вузах - 26 лет. Преподавал предметы "Налоги и налогообложение", "Экономическая теория", "История экономических учений", "Основы глобалистики", "Антимонопольная политика государства", "Экономическая трансформация постсоциалистических стран", "Экономическая политика РТ", "История Тувы". Д.Л. Тинмей - автор, редактор-составитель 50-ти книг и брошюр, 17 выпусков сборника "Экономика и право". В периодической печати вышло более 100 его статей. В 2007 г. на региональном конкурсе "Российское могущество будет прирастать Сибирью и Ледовитым океаном" проект "Оценка эффективности развития угольного комплекса и его влияния на социально-экономическое состояние Республики Тыва" (руководитель Д.Л. Тинмей) завоевал грант Российского гуманитарного научного фонда в сумме 1000000 рублей в пользу ТывГУ. Он является научным рецензентом учебного пособия "География Республики Тыва" (Кызыл, 2006), разработчиком "Путеводителя для студентов Кызылского техникума экономики и права".   В 2003 г. по его инициативе при техникуме создан Отдел дополнительного образования, который повышает квалификацию и занимался переподготовкой кадров рабочих профессий по 10-ти специальностям. Постановлением правления Потребсоюза Республики Тыва от 29.04.2008г. КТЭиП признан "Лучшим предприятием Потребсоюза РТ 2007 г". Постановлением национальной народной Академии Российской Федерации от 23. 02. 2008 г. КТЭи П награжден Почетной грамотой и занесен во Всероссийский национальный регистр "Сто лучших средних специальных учебных заведений России" в разделе "Элита образования России".

## Награды и звания
Д.Л. Тинмей награжден 8-ю медалями СССР, РФ, Республики Тыва. В том числе:
- медаль К.Д. Ушинского "За заслуги в области педагогических наук" (2006)
- орден А.С. Макаренко (2008)
- орден "За вклад в развитие потребкооперации России (2009)
- медаль "50 лет космонавтике" (2011)

## Труды
- «Всегда впереди» (Девять фрагментов жизнедеятельности комсомола Тувы. 1976 г.)
- «Она жила Смольным, Кремлём и Тувой»
- "Отравленные стрелы (газетная война против Тувы в 1990-1991 гг. и попытки разжечь ее позже)" (1999)
- "Экономическая теория: история и предмет" (2001)
- "Кызыл: достижения и потери" (2002)
- "Глобализация" (2002)
- «Кызыл – достижения и потери» (2003)[2]
- «Орденоносный Пий-Хем» (2003 г.)
- "Беседы о налогах" (2004)
- "Слово о Туве" (2005)
- Популярный словарь "Рыночные термины и понятия" (2006)
- "Налоги и налогообложение" (4 книги, 2007)
- "Избранное" в з-х томах (2009)
- «Мой Кызыл» (2009)[2]
- «Кызыл – это было недавно» (2009)[2]
- «Тува: От амбын-нойона до президента»[3]
- "Экономика и право" ( за период с 2003 по 2010 гг.
- «Моя жизнь: «Весна и Лето», «Моя жизнь: Золотая осень» (2009-2010 гг.)
- «На перекрёстке двух веков и эпох» (2013 г.).
- «Коррупция: Политико-экономический и правовой аспекты» (2013 г.)[3]